# Kinsey, Alabama
Kinsey là một thị trấn thuộc quận Houston, tiểu bang Alabama, Hoa Kỳ. Dân số năm 2009 là 2017 người, mật độ đạt 64 người/km².